# Долгани
Долганите (самоназвание: долган, тыа-киһи, саха) са малоброен тюркски народ, който живее в Таймирски Долгано-Ненецки район, Красноярски край, Русия. Те произлизат от няколко етнически групи, най-вече евенки.
Според езиковедите, долганите говорят на диалект на якутския език, който се нарича долгански език. Те приемат този тюркски език по някое време след 18 век.

## История
Долганите се считат за тюркизиран тунгуски народ. Към 17 век долганите живеят по поречията на реките Оленьок и Лена. Преместват се в Таймир през 18 век. Долганската идентичност започва да изплува през 19 и началото на 20 век под влиянието на три групи, които мигрират в Красноярски край: евенки, якути и енци.

## Култура
В началото, долганите са били номадски ловци и еленовъдци. Занимават се с чергарско скотовъдство (елени) и лов. Все пак, те са насилствено вкарани в колхози по времето на СССР. Така започват да се занимават и с други дейности като риболов и земеделие. Жилищата им са подобни на тези на другите съветски народи.
Сред тях са се запазили много езически вярвания. Търпят силно влияние от източноправославието.